# Bar pod młynkiem
Bar pod młynkiem – polska komedia z 2004 roku.

## Główne role
- Celina Przygoda-Nalepa
- Roman Mielczarek
- Elżbieta Mieleszczuk – pani Nadleśna/zimowy gość
- Waldemar Otton – pan Waldek
- Tadeusz Lis – rekordzista
- Andrzej Kondratiuk – dziad/"Kłak", szef wiejskiej mafii
- Marek Morawski – pan Marek
- Monika Morawska – pani Monika